# Constans II Pogonatos
Herakleios Konstantinos (Grieks: Ηράκλειος Κωνσταντίνος; Latijn: Heraclius Constantinus) (630-668), bekend als Constans II (Grieks: Κώνστας Β', Kōnstas II) en bijgenaamd Pogonatos ("de baardige"), was de zoon van keizer Constantijn III. Hij heerste als keizer van Byzantium van 641 tot 668.

## Troonbestijging
Toen keizerin Martina op het balkon verscheen, na de dood van keizer Herakleios in plaats van zijn zoon Constantijn III Herakleios wekte dat heel wat argwaan. Als even later Constantijn III stierf aan tuberculose (641) werd zij beschuldigd van moord. Samen met haar zoon Heraklonas werden ze verminkt en daarna verbannen naar Rodos. Zo kwam de elfjarige Constans II de zoon van Constantijn III op de troon. Zijn jonge jaren werden bepaald door Patriarch Paul II van Constantinopel (642-653).

## Oorlogen

### Tegen de Arabieren

Byzantijnse Rijk in 650 onder Constans II

Tijdens zijn eerste regeringsjaren speelde het Byzantijnse Rijk, het exarchaat Afrika met daarbij het belangrijkste diocees Egypte kwijt (642). Even later ook Armenië (645). Na de verovering door de Arabieren van Cyprus (649), hernieuwde generaal Moe'awija zijn vloot, met als kers op de taart de Slag van de Masten (654), waarbij een groot deel van de Byzantijnse vloot naar de bodem zonk en Rodos werd geplunderd.
Gelukkig voor Byzantium brak de Eerste Fitna (Arabische burgeroorlog) uit en heerste er een relatieve rust aan de oostgrens, na het tekenen van een wapenstilstand met Moe'awija.

### Sklavenia
Constans kon na de vrede met de Arabieren zijn focus richten op de Balkan (of "Sklavenia", zoals het toen werd genoemd). Voor het eerst in decennia tijd kon het Byzantijnse Rijk nog eens terugslaan op dit strijdtoneel. De keizer toonde aan dat het Byzantijns leger nog steeds heer en meester kon zijn op het slagveld en hij begon aan de herovering van Griekenland. In 663 zou hij met zijn gevolg overwinteren in Athene. Daarna stak hij de Ionische Zee over en ging naar Rome waar hij de banden met de paus wilde aanhalen, alsmede de Longobarden terug aan te vallen.

### Tegen de Longobarden
Na de relatieve vrede gesloten te hebben in het Oosten, was het ook tijd om oorlog te voeren in het Westen. Vanuit het exarchaat Ravenna, probeerde de keizer grondgebied van Italië terug te heroveren op de Longobarden. Vanaf 661/662 voerde Constans campagne tegen de Longobarden in Italië.

## Interne politiek
Volgens Warren Treadgold, ontstonden de eerste themata tussen 659 en 661, tijdens de regering van Constans II.

## Religieuze politiek
Toen paus Martinus I weigerde de door patriarch Paulus II uitgevaardigde Typos te erkennen, liet Constans hem samen met Maximus Confessor arresteren en verbannen naar Cherson op de Krim.
Zie ook Concilie van Lateranen (649)

## Plundering van Rome
In 663 bracht Constans II een bezoek aan Rome en aan paus Vitalianus. Tot woede van de Romeinen liet hij een groot aantal bronzen standbeelden en andere symbolen demonteren en wegvoeren naar zijn hoofdstad Constantinopel.

## Opvolging
Na de moord op zijn jongere broer Theodosius vluchtte hij naar Syracuse op Sicilië, dat hij tot zijn permanente hoofdkwartier wilde maken. In 668 werd Constans II door zijn kamerheer in zijn bad vermoord.
Constans II werd opgevolgd door zijn zoon Constantijn IV.

## Voetnoten
1. ↑  Robert Coates-Stephens (2017), "The Byzantine Sack of Rome" in: Antiquité Tardive, vol. 25, p. 191-212. DOI:10.1484/J.AT.5.114857

- Biblioteca Nacional de España: XX4774943
- Bibliothèque nationale de France: cb12001839x (data)
- Gemeinsame Normdatei: 124745938
- International Standard Name Identifier: 0000 0003 8301 301X
- Library of Congress Control Number: nb2010016663
- Nationale Bibliotheek van Israël: 987012427450805171
- Nationale Bibliotheek van Polen: a0000002880058
- Système universitaire de documentation: 109248430
- Virtual International Authority File: 267303429
- WorldCat: E39PBJh8R4M8yKcmM8tCMWqhHC